# Calgary Stampede

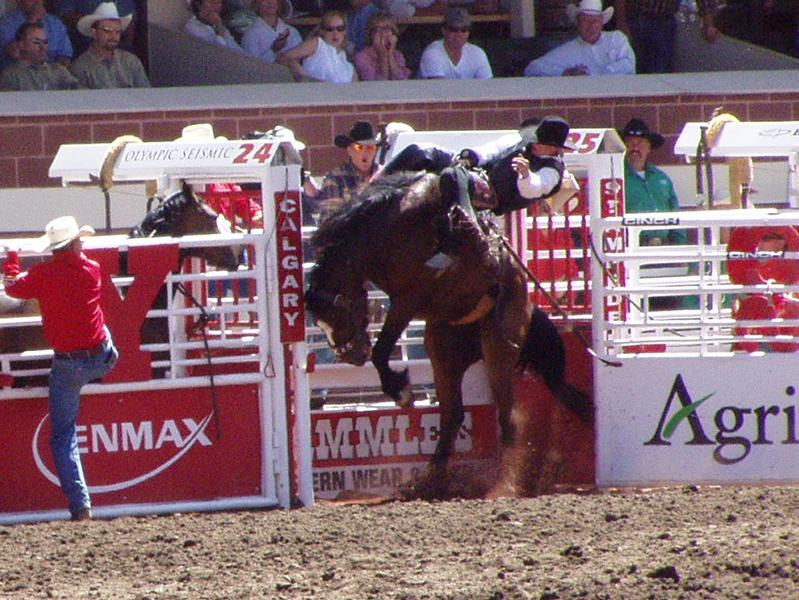
Rodeo tijdens de Calgary Stampede

De Calgary Stampede is een rodeo-festival dat wordt gehouden in Calgary en tevens het grootste jaarlijkse festival van Canada. Het wordt aan het begin van de maand juli gehouden en duurt 10 dagen. Tijdens het festival toont Calgary haar Wilde Westen Cowboy-imago aan de wereld. 
Al sedert 1886 vindt er een jaarlijkse tentoonstelling plaats in Calgary en vanaf 1912 wordt er de jaarlijkse Calgary Stampede gehouden waarbij de beste rodeo-rijders van Noord-Amerika strijd leveren. Sinds 1923 worden beide evenementen tezamen gehouden. Naast rodeo wedstrijden worden tijdens de Stampede ook shows, concerten, chuckwagon-races en tentoonstellingen gehouden van onder andere de lokale Indianenstammen. Het festival wordt jaarlijks door wel meer een miljoen mensen bezocht die zich veelal in cowboykleding tooien. Op de eerste vrijdag van de Calgary Stampede wordt er door de binnenstad van Calgary een parade gehouden en op diverse plaatsen in de stad worden pannenkoeken voor ontbijt opgediend.
Het park waar het merendeel van de festiviteiten plaatsvinden, Stampede Park, huist onder andere de Saddledome waar tijdens de Olympische Winterspelen van 1988 het kunstschaatsen en ijshockey plaatsvonden en dat het thuisstadion is van het ijshockeyteam Calgary Flames.
In 2013 werd de stad getroffen door overstromingen en werd het festival serieus bedreigd. De schoonmaak ging echter vlot genoeg om het festival door te laten gaan.